# Kristen Cloke
Kristen A. Cloke (Van Nuys, California, 1 de septiembre de 1968) es una actriz estadounidense. Es conocida por su participación en la serie Millennium interpretando el papel de Lara Means y en Space: Above and Beyond.

## Biografía
Kristen Cloke nació en Van Nuys, California y asistió a Northridge, la Universidad Estatal de California. Se asoció con el director artístico de The Alliance Repertory Company en Burbank, California, donde Cloke escribió, produjo y dirigió. Se casó con Glen Morgan (el 13 de junio de 1998) y tienen tres hijos. Es la madrastra de Chelsea Morgan y cuñada del productor, escritor y director Darin Morgan. Su hija mediana que se llama Autumn (Otoño), es también el segundo nombre de su personaje en Space: Above And Beyond (1995), Shane Autumn Vansen. El nombre de su hijo, Winslow, también es el nombre de un personaje en el show televisivo Space: Above and Beyond, creado por su marido Glen Morgan.

### Carrera
Su primera aparición en pantalla fue con el rol de mujer de plomo en Megaville (1990), junto a Billy Zane. Es principalmente conocida en el papel de Shane Vansen en la serie de ciencia ficción Space: Above and Beyond (1995). En 1996 participó del episodio N° 78/405 "The Field Where I Died" de la serie The X-Files, en el que hacía el rol de Melissa Riedal-Ephesian una joven atrapada en una secta suicida que descubre que fue el amor del agente Fox Mulder en una vida pasada durante la guerra civil estadounidense. En la segunda temporada de la serie Millennium, Kristen encarna a Lara Means, una preparada psicóloga forense que está conectada con el Grupo Millennium, y posee la capacidad de ver ángeles. En 2000, coprotagonizó la película Destino final. Apareció en Black Christmas donde interpretó el papel junto a Katie Cassidy. También prestó su voz para la narración "Choose Their Fate” que aparece en el DVD de Destino final 3.
La revista magazine, Kristen Cloke la incluyó en 1997 dentro de una lista de las 50 actrices más atractivas de ciencia ficción, colocándola en el noveno puesto.

## Filmografía
- Megaville (1990)
- Caged Fear (1991)
- Stay Tuned (1992)
- Space: Above and Beyond (1995)
- The X-Files episode: The field where I died (1996)
- The Rage (1996)
- Millennium (1996)
- Destino final (2000)
- Willard (2004)
- Black Christmas (2006)
- Destino final 5 (2011)